# 沙克画廊
沙克美术馆（Schackgalerie）是德国慕尼黑的一个著名美术馆，由巴伐利亚国家绘画收藏馆监督。

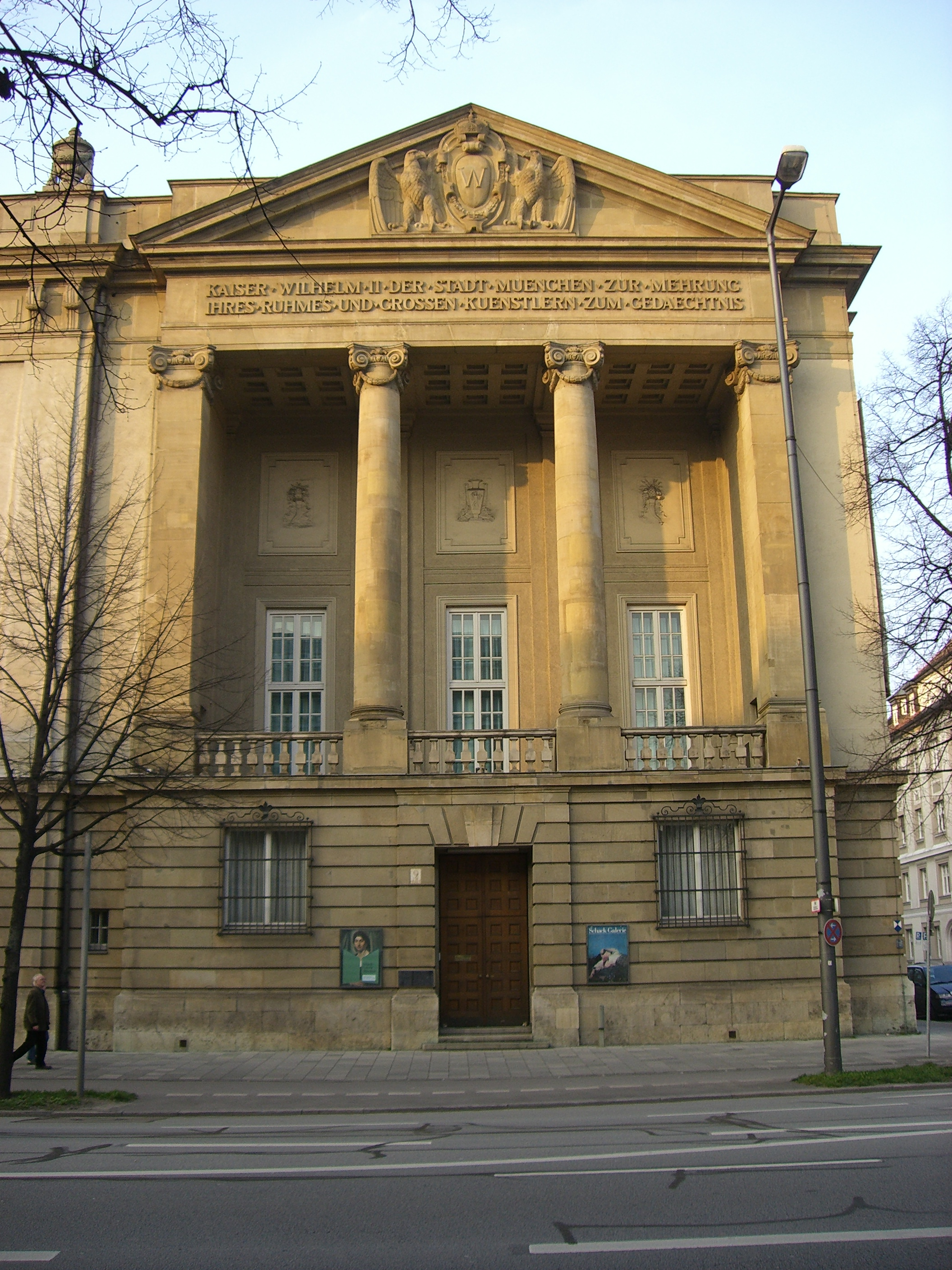

## 收藏
1855年，阿道夫·弗里德里希·冯·沙克定居在慕尼黑，并成为科学院院士。在这里，他开始收集浪漫主义画家的作品，包括安塞姆·费尔巴哈、莫里兹·冯·施温德、阿诺德·勃克林、弗兰茨·冯·伦巴奇、卡尔·施皮茨韦格、卡尔·罗特曼等。他将这些画作遗赠给德国皇帝威廉二世，但是皇帝决定将它们留在慕尼黑。

## 建筑
该建筑建于1907年，位于摄政王大街，毗邻原普鲁士使馆，由马克斯·利特曼设计，古典主义的建筑外立面采用明亮的砂岩建造而成，山墙上有威廉二世赠送的皇室徽章。

## 参考

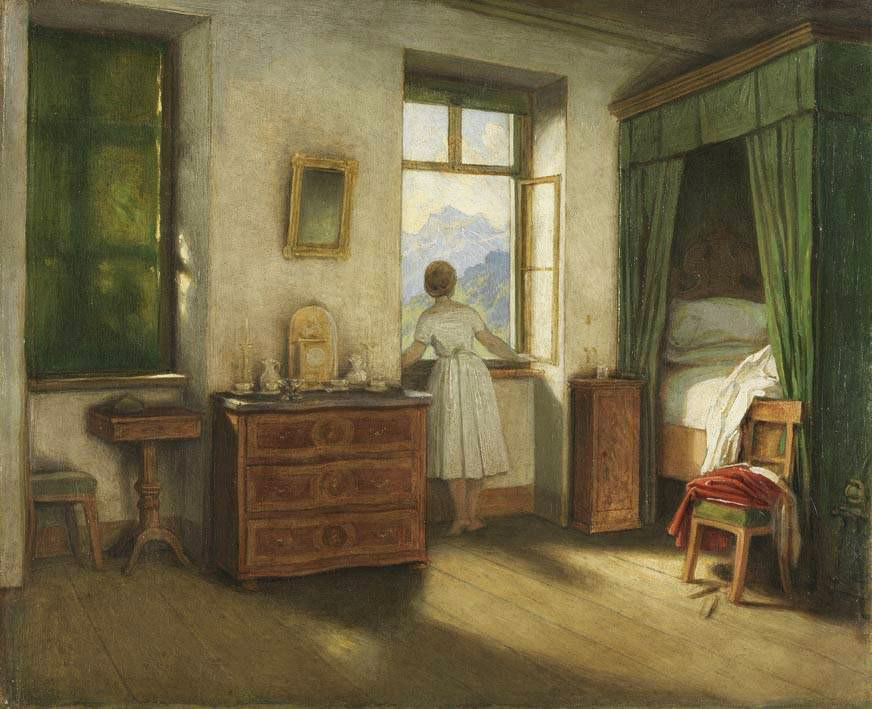
莫里兹·冯·施温德 — Morgenstunde 1858
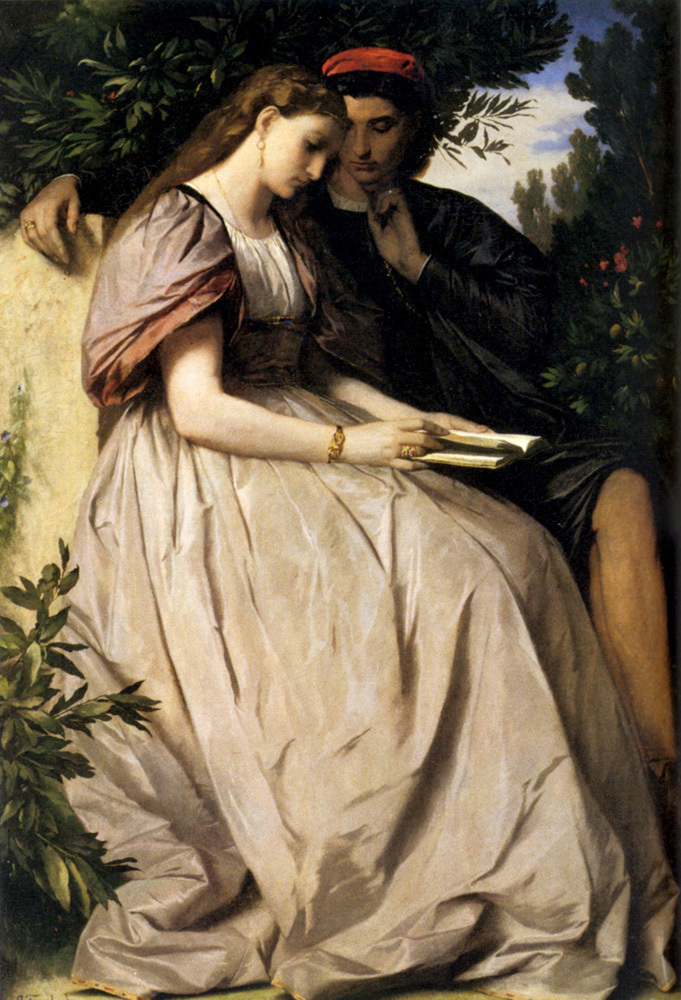
安塞姆·费尔巴哈 — Paolo und Francesca 1864
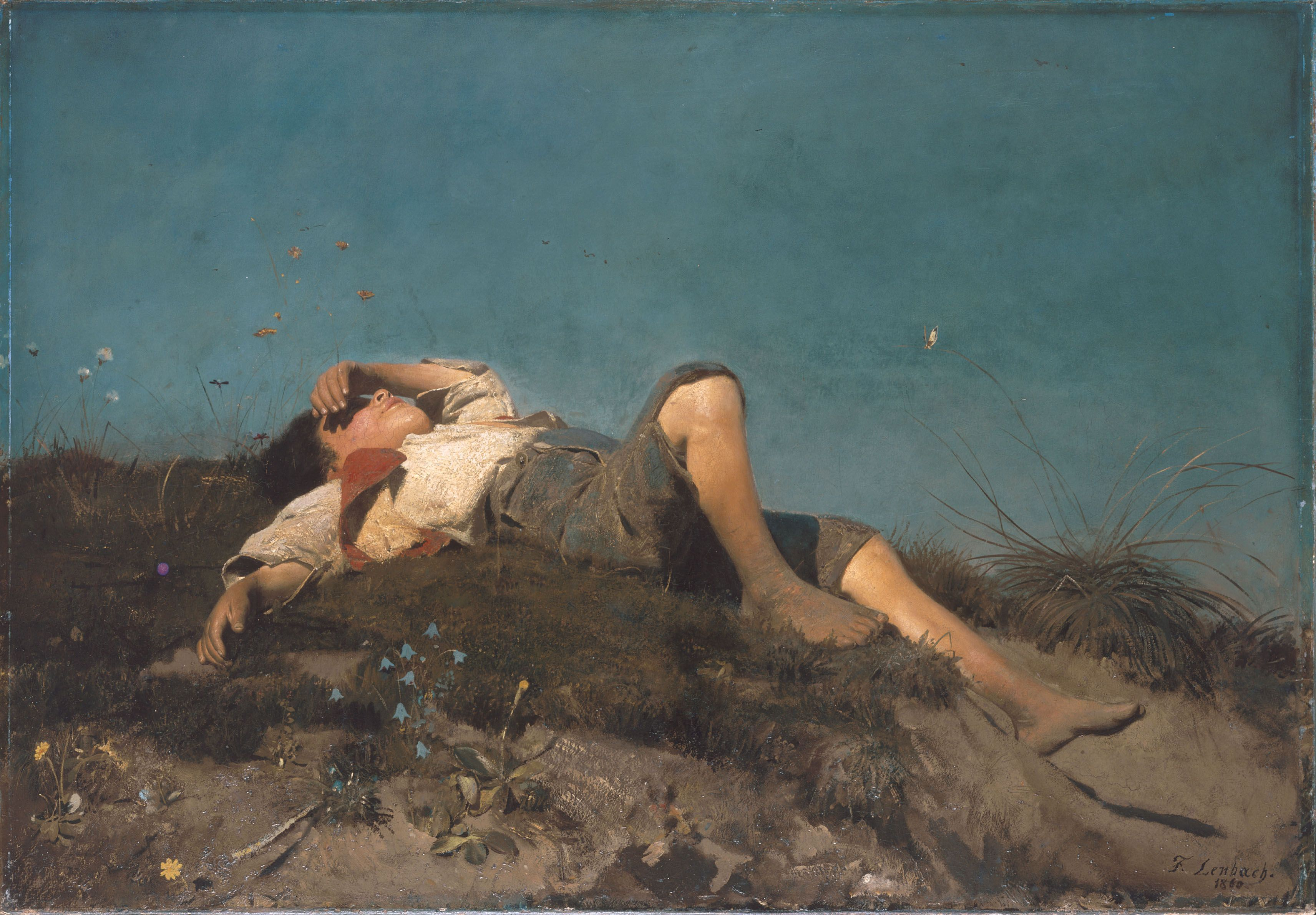
弗兰茨·冯·伦巴奇 — Hirtenknabe 1860
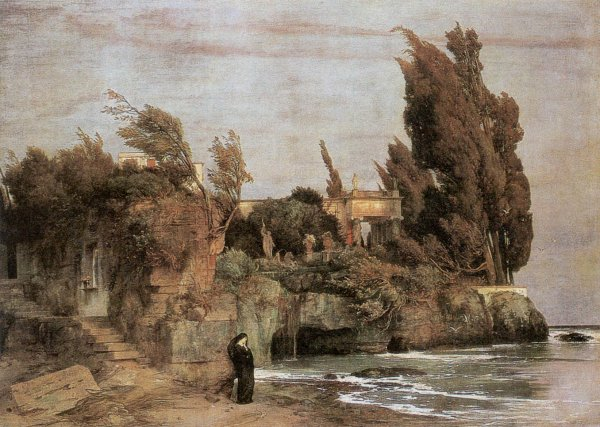
阿诺德·勃克林 — Villa am Meer II 1865
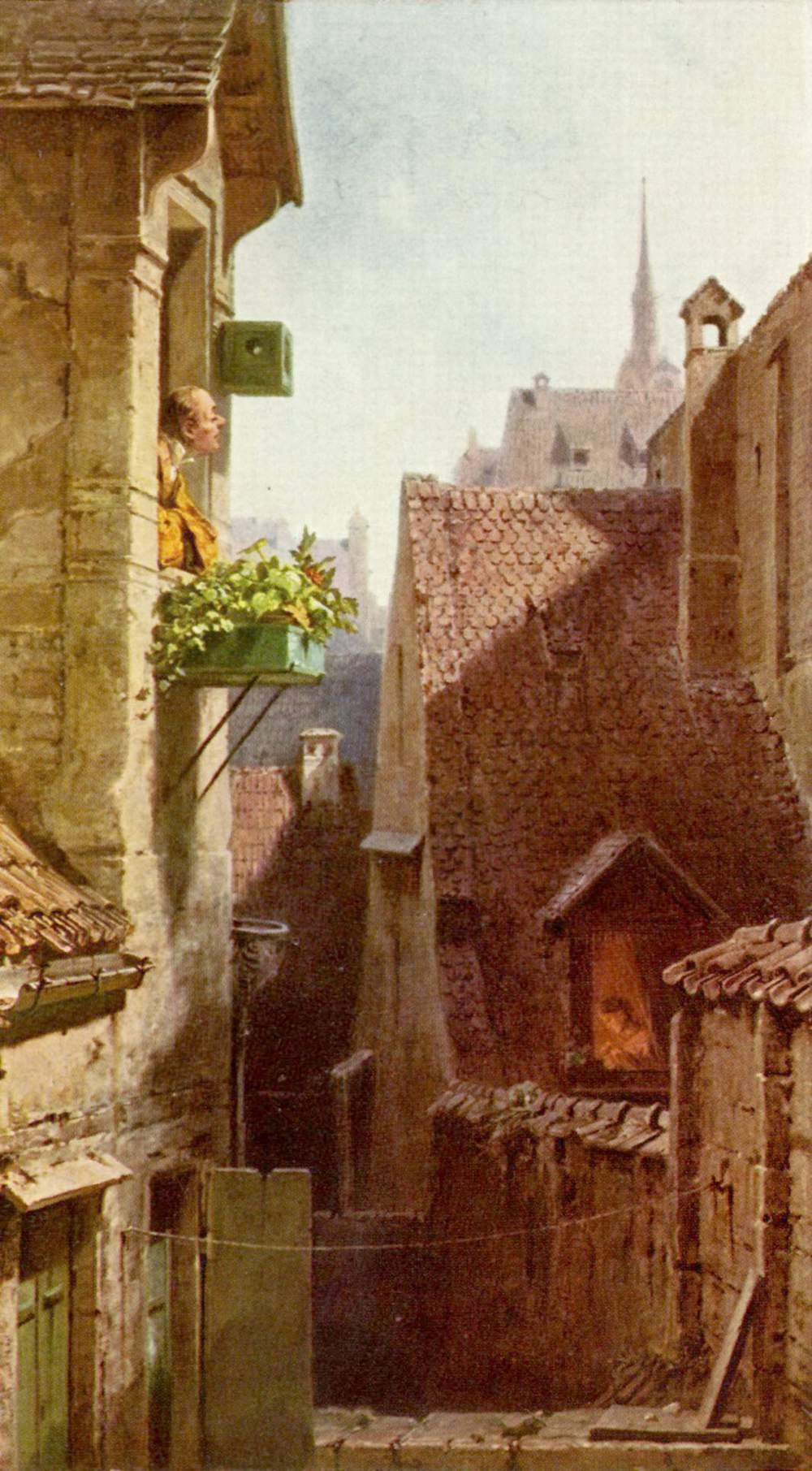
卡尔·施皮茨韦格 — Hypochonder um 1865